# Nosz Gusztáv
Nosz Gusztáv (Igló, 1860. január 17. – Nagyvárad, 1938. június 27.) magyar irodalomtörténész.

## Életútja
A gimnáziumot szülővárosában, egyetemi tanulmányait Göttingenben, Lipcsében és Budapesten végezte (1882). Nevelő (1883-86), tanár az eperjesi evangélikus gimnáziumban (1887-91), a nagyszebeni Tankerületi Főigazgatóság tanügyi tisztviselője (1891-97), majd tanár Székelyudvarhelyen (1897-1906), ahol Szabó Dezső is tanártársa. Végül Nagyváradon a főreáliskolában tanított (1906-19), itt Dutka Ákos tanára. A hatalomváltozás után, 1919-től a Zsidó Líceumban tanított. A Szigligeti Társaság titkára, a diákszínjátszás előmozdítója.
Az eperjesi Evangélikus Főgimnázium Értesítőjében (1888/89) A görög drámáról, a Székelyudvarhely c. lapban (1899/13, 14. sz.) Március 15-e és Petőfi, az Udvarhelyi Híradóban (1900/49) Vörösmarty emlékezete címmel közölt tanulmányt. Több irodalomtörténeti dolgozatát pályadíjjal jutalmazták. Írásait a Kolozsvári Újság, a Nagyvárad, Nagyváradi Napló, Tiszántúl közölte.

## Kötete
- A világirodalomban a XVIII. század közepétől napjainkig kialakult egyes költői irányok s azoknak főbb képviselői (Nagyvárad, 1928).